# Raúl Rey Fomosel
Raúl Rey Fomosel (Cudeiro, Ourense, 4 de setembre de 1936) va ser un ciclista gallec, que competí entre 1960 i 1966. La seva principal victòria, l'aconseguí a la Pujada al Naranco de 1962.

## Palmarès
- 1962
  - 1r a la Pujada al Naranco
- 1963
  - 2n a la Volta a Llevant

### Resultats a la Volta a Espanya
- 1963. 56è de la classificació general
- 1964. 39è de la classificació general
- 1965. 39è de la classificació general
- 1966. 38è de la classificació general

### Resultats al Tour de França
- 1963. 71è de la classificació general
- 1965. 95è de la classificació general